# Polycentropus guatemalensis
Polycentropus guatemalensis är en nattsländeart som beskrevs av Oliver S. Flint Jr. 1967. Polycentropus guatemalensis ingår i släktet Polycentropus och familjen fångstnätnattsländor. Inga underarter finns listade i Catalogue of Life.